# 克拉克福克鎮區 (密蘇里州庫珀縣)
克拉克福克鎮區（英語：Clark Fork Township）是位於美國密蘇里州庫珀縣的一個行政鎮區。

## 地方資料
克拉克福克鎮區的面積為136.32平方千米，當中陸地面積為136.24平方千米，而水域面積為0.08平方千米。根據2020年美國人口普查的數據，當地共有人口621人，而人口密度為每平方千米4.56人。